# آندری آندریف
آندری آندریف (ارمنی: Անդրեյ Անդրեև؛ روسی: Андрей Андреев؛ زادهٔ ۳ فوریهٔ ۱۹۷۴) کارآفرین و میلیاردر ارمنی‌تبار اهل روسیه است که در زمینه فناوری اطلاعات فعالیت می‌کند. آندریف بنیانگذار مجیک‌لب (تغییر نام‌یافته به بامبل) می‌باشد که شرکت مادر اپ‌های شبکه‌سازی اجتماعی و دوست‌یابی همچون بادو، بامبل، لومن، چاپی و هات اور نات می‌باشد.

## زندگی‌نامه
وی با نام اصلی آندری واهنروویچ اوهانجیانیانس (ارمنی: Անդրեյ Վահներովիչ Օհանջանյանց؛ روسی: Андрей Вагнерович Огаджанянц) در ۳ فوریهٔ ۱۹۷۴ در به دنیا آمد .